# مبرهنة مضرب التنس

محاور عزم القصور الذاتي لمضرب التنس.

مبرهنة مضرب التنس (بالإنجليزية: Tennis racket theorem)‏، تعرف أيضًا بمبرهنة المحور الوسطي، هي نتيجة في الميكانيك الكلاسيكي تصف حركة جسم صلد يحتوي على ثلاثة محاور عزم قصور ذاتي أساسية، وتفسر المبرهنة سبب دوران الجسم حول المحورين القصوريين الأول والثالث بشكل مستقر بينهما يكون الدوران غير مستقر عند المحور الثاني (أو المحور الوسطي).
يمكن ملاحظة هذا التأثير عند مسك مضرب تنس من مقبضه وجعل وجهه أفقيًا ثم رميه بالهواء يلاحظ أنه بالإضافة لدورانه حول المحور الأفقي ({\displaystyle {\hat {e_{2}}}} في الشكل التخطيطي) سيقوب بالإنقلاب حول المحاور الأخرى وعند مسك المقبض في جميع المحاولات تقريبًا سيكون المضرب قد أكمل نصف دورة بحيث يكون الوجه العلوي في البداية نحو الأسفل بعد نزوله، وعلى النقيض من هذا يمكن ملاحظة أن المضرب يدور حول محور قبضته ({\displaystyle {\hat {e_{1}}}} في الشكل) دون أن يصاحبه إلتفاف حول محور آخر، وهذا ينطبق على الدوران حول المحور المتعامد مع المقبض ووجه المقبض ({\displaystyle {\hat {e_{3}}}}) دون حدوث التأثير أيضًا. يمكن أداء نفس التجربة عمليًا مع أي جسم يملك ثلاثة محاور عزم قصورية مثل كتاب أو جهاز تحكم أو هاتف محمول، سبب حدوث هذا التأثير هو إنحرف محور الدوران بشكل طفيف عن المحور القصوري الثاني للجسم، ولا يعتمد هذا على مقاومة الهواء أو الجاذبية.

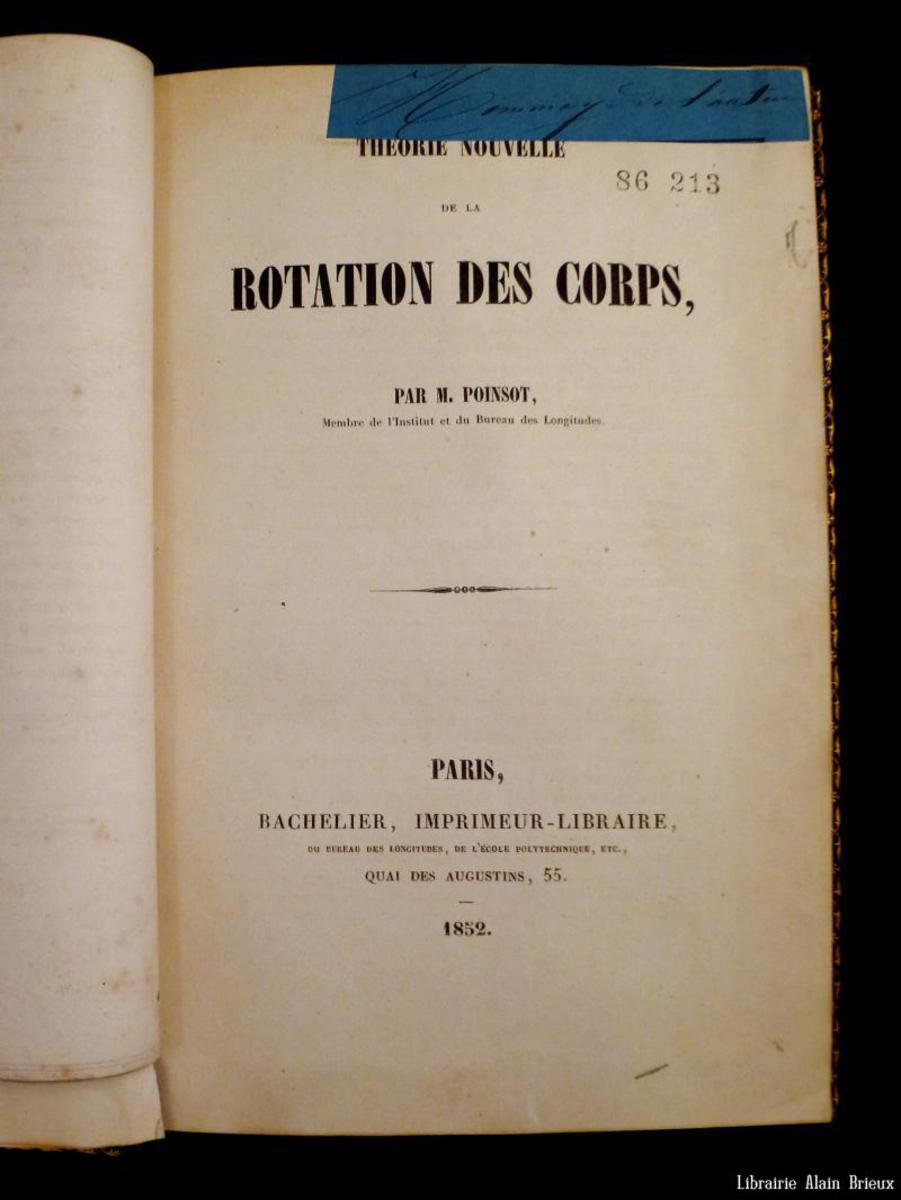
الصفحة الأولى من كتاب الفيزياء الذي ذكر التفسير الرياضي لهذا التأثير أول مرة، طبعة عام 1852.

يشار إلى هذه المبرهنة أيضًا بتأثير جانيبيكوف (Dzhanibekov effect) نسبًة إلى رائد الفضاء السوفييتي فلادمير جانيبيكوف [الإنجليزية] الذي يعتقد بأنه أول من لاحظ هذا التأثير عيانيًا أثناء وجوده في الفضاء عام 1985، لكن في الحقيقة وجد أن كتاب فيزياء قبل 150 سنة أشار إلى هذا التأثير.

## النظرية

تصور لعدم الإستقرارية حول المحور الدوراني القصوري الثاني، في حالة كون كلاً من مقدار الزخم الزاوي والطاقة الحركية للجسم محافظان، يتأثر متجه السرعة الزاوية بتقاطع شكلين إهليجيين.

يمكن تحليل نظرية مضرب التنس باستخدام معادلات أويلر [الإنجليزية] في حالة عدم وجود عزم دوران، تأخذ الشكل التالي:
{\displaystyle {\begin{aligned}I_{1}{\dot {\omega }}_{1}&=(I_{3}-I_{2})\omega _{3}\omega _{2}~~~~~~~~~~~~~~~~~~~~{\text{(1)}}\\I_{2}{\dot {\omega }}_{2}&=(I_{1}-I_{3})\omega _{1}\omega _{3}~~~~~~~~~~~~~~~~~~~~{\text{(2)}}\\I_{3}{\dot {\omega }}_{3}&=(I_{2}-I_{1})\omega _{2}\omega _{1}~~~~~~~~~~~~~~~~~~~~{\text{(3)}}\end{aligned}}}
هنا ({\displaystyle I_{1},I_{2},I_{3}}) تمثل محاور عزم القصور الذاتي الأساسية على إعتبار أن ({\displaystyle I_{1}<I_{2}<I_{3}})، بينما السرع الزاوية للجسم عند دورانه حول هذه المحاور تكون ({\displaystyle \omega _{1},\omega _{2},\omega _{3}}) ومشتقتها الزمنية ({\displaystyle {\dot {\omega }}_{1},{\dot {\omega }}_{2},{\dot {\omega }}_{3}}).

### الدوران المستقر حول المحور الأول والثالث
نفترض حالة يدور فيها الجسم حول المحور الدوراني القصوري الأول {\displaystyle I_{1}}، ولتحديد طبيعة الإتزان نفرض وجود سرعات دوران إبتدائية صغيرة حول المحاور الأخرى، كنتيجة وحسب المعادلة (1) تكون ({\displaystyle ~{\dot {\omega }}_{1}}) صغيرة جدًا، لذا يمكن إهمال إعتماد ({\displaystyle ~\omega _{1}}) على الزمن:
الآن بتفاضل المعادلة (2) والتعويض بدل ({\displaystyle {\dot {\omega }}_{3}}) في المعادلة (3):
{\displaystyle {\begin{aligned}I_{2}{\ddot {\omega }}_{2}&=(I_{1}-I_{3})\omega _{1}{\dot {\omega }}_{3}\\I_{3}I_{2}{\ddot {\omega }}_{2}&=(I_{1}-I_{3})(I_{2}-I_{1})(\omega _{1})^{2}\omega _{2}\\{\text{i.e. }}~~~~{\ddot {\omega }}_{2}&={\text{(negative quantity)}}\cdot \omega _{2}\end{aligned}}}
لكون ({\displaystyle I_{2}-I_{1}>0}) و ({\displaystyle I_{1}-I_{3}<0})، يلاحظ أن ({\displaystyle \omega _{2}}) سالبة القيمة (معاكسة) لذا يكون دوران هذا الجسم حول هذا المحور دورانًا مستقرًا.
تنطبق النتيجة نفسها على المحور الدوراني الثالث {\displaystyle I_{3}}.

### الدوران غير المستقر حول المحور الثاني
بإعادة تطبيق التحليل على المحور الدوراني الثاني {\displaystyle I_{2}}، لأن المشتقة الزمنية ({\displaystyle {\dot {\omega }}_{2}}) صغيرة القيمة يتم إهمال إعتماد ({\displaystyle ~\omega _{2}}) على الزمن.
الآن، بتفاضل المعادلة (1) وتعويضها بدلاً عن ({\displaystyle {\dot {\omega }}_{3}}) في المعادلة (3):
{\displaystyle {\begin{aligned}I_{1}I_{3}{\ddot {\omega }}_{1}&=(I_{3}-I_{2})(I_{2}-I_{1})(\omega _{2})^{2}\omega _{1}\\{\text{i.e.}}~~~~{\ddot {\omega }}_{1}&={\text{(positive quantity)}}\cdot \omega _{1}\end{aligned}}}
نلاحظ أن ({\displaystyle \omega _{1}}) تأخذ قيم موجبة (غير معاكسة) أي تنمو مع الزمن ويفسر هذا لماذا الدوران حول المحور الثاني يكون غير مستقرًا، لذا حتى وجود إضطراب صغير على طول المحور سيؤدي إلى إنقلاب الجسم أثناء دورانه.

## طالع أيضًا
- فيزياء كلاسيكية
- عزم القصور الذاتي
- سرعة زاوية
- دوران

## روابط خارجية
- تأثير جانيبيكوف بالحركة البطيئة لمضرب كرة طاولة.
- فيديو لتأثير جانيبيكوف على محطة الفضاء الروسية مير.
- الاشكال الإهليجية والسلوك الشاذ للأجسام الدوارة شرح مات باركر.